# Palacio del Virrey (Barcelona)
El Palacio del Virrey (en catalán: Palau del Virrei o del Lloctinent), posteriormente Palacio Real (Palau Reial), y también conocido como Hala dels Draps, estaba situado en el Pla de Palau, en el distrito de Ciutat Vella de Barcelona.
Tenía su origen en un almacén portuario de lana de época medieval, hasta que en 1652 fue reconvertido en palacio y residencia oficial de los virreyes de Cataluña. En 1844, pasó a ser Palacio Real y residencia de la familia real española en la ciudad condal. Fue destruido por un incendio en 1875.

## Historia y descripción
El palacio se encontraba en el Pla de Palau, el centro de la Barcelona portuaria, donde compartía espacio con la Lonja de Barcelona (siglo XIV), el edificio de la Aduana (1792) y el Portal del Mar (1848, derribado en 1859), así como la fuente del Genio Catalán (1856), situada en el centro de la plaza. Del mencionado edificio es de donde procede el nombre de la plaza (palau en catalán quiere decir «palacio»).

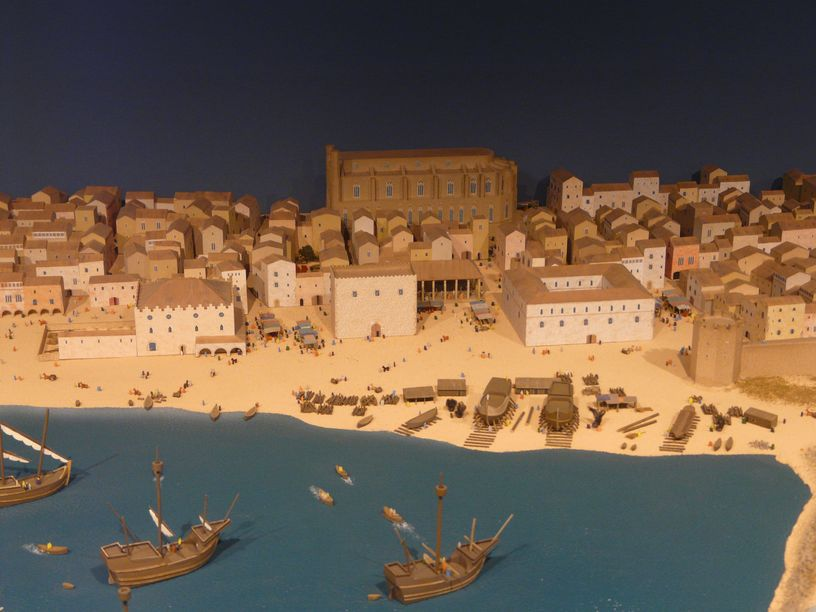
El Hala dels Draps y el Pla de Palau a finales de la Edad Media

### Edad Media
El origen del edificio se encuentra en el Porxo del Forment, construido en 1314, un espacio porticado que servía de depósito del trigo descargado en el puerto. En 1389 se edificó al lado un espacio destinado a lonja de paños, conocido como Hala dels Draps («ala de los trapos»); también cumplía otras funciones, como la de aduana.
Ambos edificios, el Porxo y el Hala, quedaron unidos en 1514, cuando se les añadió un piso superior, una Sala d'Armes que servía de arsenal. En 1618 se construyó un claustro en la parte posterior, obra de Francesc Socies.

### Palacio del Virrey

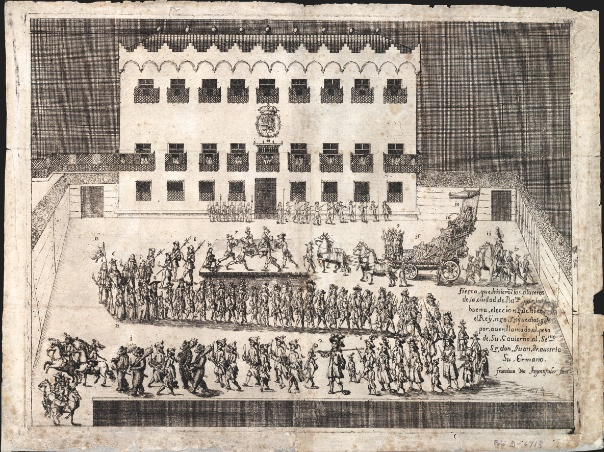
El Palacio del Virrey representado por Francesc Via en 1677

En 1652, después de la Guerra dels Segadors, el edificio fue confiscado por Felipe IV para que sirviera de residencia del virrey de Cataluña. Entre 1668 y 1688, por orden del virrey Vicente Gonzaga Doria, se construyó el nuevo palacio, con un proyecto de Fray Josep de la Concepció —apodado el Tracista—, un carmelita descalzo que diseñó un edificio de estilo barroco clasicista. Tenía planta cuadrangular con patio central, tres niveles con balcones y fachada con elementos góticos. Del interior destacaba especialmente la sala principal, llamada Salón de los Festines, de planta rectangular y dos pisos de altura, con bóveda sobre arco escarzano con lunetas.
En 1700, por iniciativa del virrey Georg von Hessen-Darmstadt, se añadió un puente y un corredor elevado que lo conectaba con la vecina iglesia de Santa María del Mar. Dos años después el palacio sirvió por primera vez de residencia real, alojando a Felipe V.
Apenas tres años después, en 1705, durante la guerra de sucesión española el archiduque Carlos se instaló en el edificio y, en 1708, se casó con Isabel Cristina de Brunswick-Wolfenbüttel en la vecina iglesia de Santa María del Mar, convertida en capilla palatina. La pareja residió en el edificio hasta 1711 y 1713, respectivamente, antes de partir hacia Viena.
Tras el decreto de Nueva Planta, en que fue abolido el cargo de virrey, el palacio pasó a ser residencia de los capitanes generales de Cataluña, hasta que pasaron al nuevo edificio de Capitanía situado en el antiguo convento de la Merced, en 1846.
En 1771 se construyó una nueva fachada, diseñada por el conde de Roncali, en estilo neoclásico.

### Visitas reales

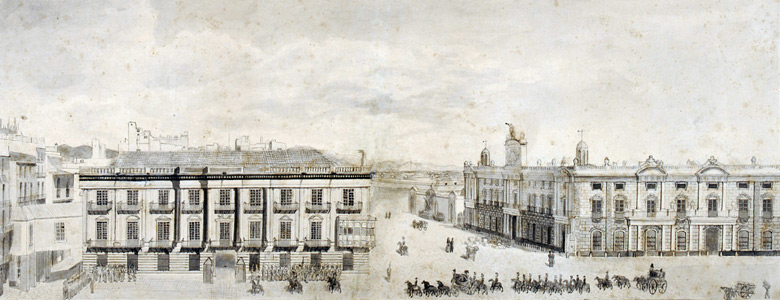
El Palacio del Virrey con su fachada neoclásica (circa 1800)

En 1802 se alojaron los reyes Carlos IV y María Luisa de Parma, con motivo de la doble boda entre el príncipe Fernando con la princesa María Antonia de Nápoles y el príncipe Francisco Genaro de Nápoles con la infanta María Isabel. Para tal circunstancia se construyó un efímero puente de madera que comunicaba el palacio con la Aduana, donde se alojaban los príncipes y parte del séquito.
También Fernando VII y su tercera esposa, María Josefa Amalia de Sajonia, visitaron Barcelona. En abril de 1828 residieron en el palacio y celebraron las festividades de Semana Santa en la vecina Santa María del Mar. Tres años después, el conde de España, capitán general de Cataluña, encargó una estatua del soberano al escultor francés Pierre-Joseph Demongé Chardigny. Dicha escultura se erigió en el Pla de Palau (donde ahora está la fuente del Genio Catalán) hasta que fue derribada durante la bullanga de agosto de 1835. Actualmente, después de un largo periplo, la estatua se conserva en el convento de Santa Clara de Sevilla.
El edificio volvió a servir de palacio real en junio de 1840, cuando hospedó a Isabel II, a la reina regente María Cristina y a la infanta Luisa Fernanda. Esta visita se produjo en medio del grave conflicto político entre los moderados y los progresistas, apoyados por la reina regente y el general Espartero, respectivamente. Tras las revueltas populares y la imposibilidad de aprobar la llamada Ley de los Ayuntamientos, la familia real se trasladó a Valencia, desde donde María Cristina renunció a la regencia y partió al exilio en Francia.

### Residencia real
En 1844, el palacio dejó de ser residencia del capitán general y se preparó, una vez más, para acoger a Isabel II, a su madre y a su hermana; a partir de entonces el edificio se llamaría Palacio Real. Fue durante esta visita regia cuando se produjo la boda, en una ceremonia privada, entre María Cristina y el duque de Riánsares. Asimismo, Washington Irving fue recibido por Isabel II, a la que traía dos cartas del presidente de Estados Unidos, y por su madre.
En los años inmediatos a esta última visita, el palacio recibió su característica fachada neogótica, con tracerías pintadas, un balcón central y dos tribunas de hierro colado en los ángulos de la fachada principal. Las guías de la época describían el interior del palacio como digno, aunque sin llegar al lujo de otras residencias reales, y destacaban especialmente el Salón del Trono, la Sala de Recibimiento y la Sala del Despacho.
Isabel II se alojó por tercera vez en el palacio en 1860, durante el extenso viaje hecho por Aragón, Alicante, Baleares y Cataluña. Esta vez estuvo acompañada por su marido, el rey consorte Francisco de Asís. Para conmemorar la ocasión, el Instituto Agrícola Catalán de San Isidro erigió delante del palacio un monumento efímero a base de frutas, hortalizas y semillas. La visita también fue aprovechada para inaugurar las obras del Ensanche.
Durante la Primera República Española fue sede de un juzgado. 
El palacio fue destruido por un incendio en 1875 y no fue reconstruido. En su lugar se erigieron casas particulares. Desde entonces la familia real española no gozó de una residencia en la ciudad y tuvo que alojarse en palacios particulares, como Alfonso XII en el Palacio Moja; en edificios oficiales, como el Ayuntamiento durante la Exposición Universal de 1888; o en hoteles, como Alfonso XIII en el Hotel Ritz. En mayo de 1924, se inauguró la nueva residencia real en Barcelona, el Palacio Real de Pedralbes, sustituida, a partir de la Transición, por el Palacete Albéniz.

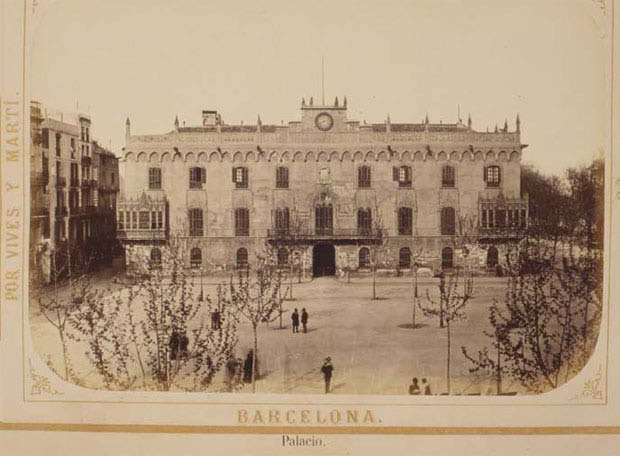
El palacio hacia 1850
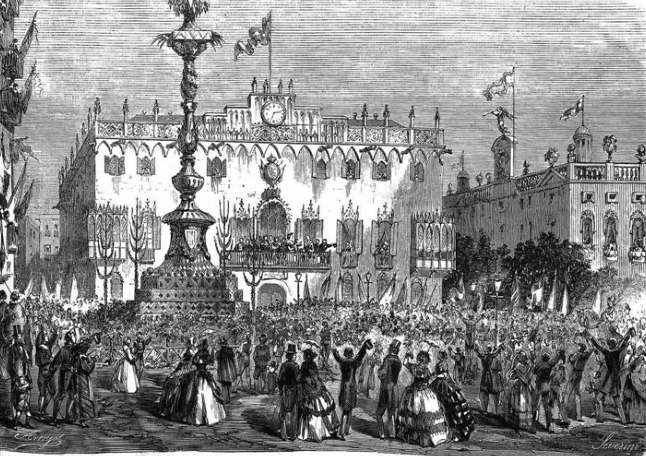
Concentración de artesanos de Barcelona en honor de la reina Isabel II, 23 de septiembre de 1860
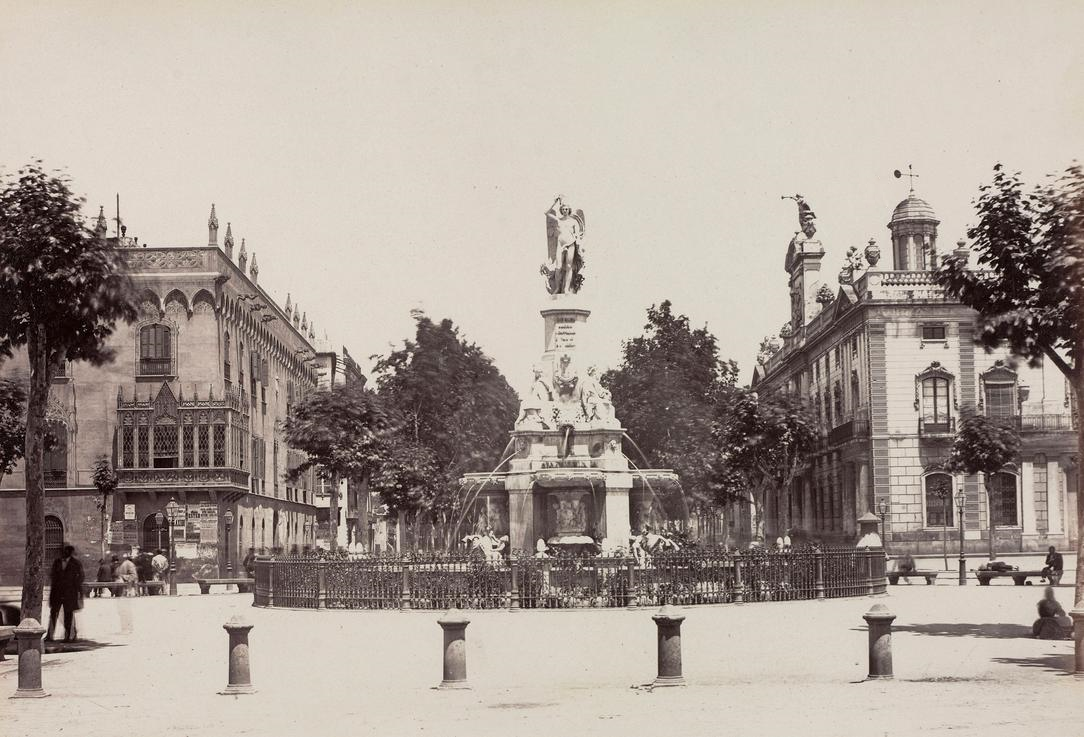
El Pla de Palau y la fuente del Genio Catalán hacia 1860
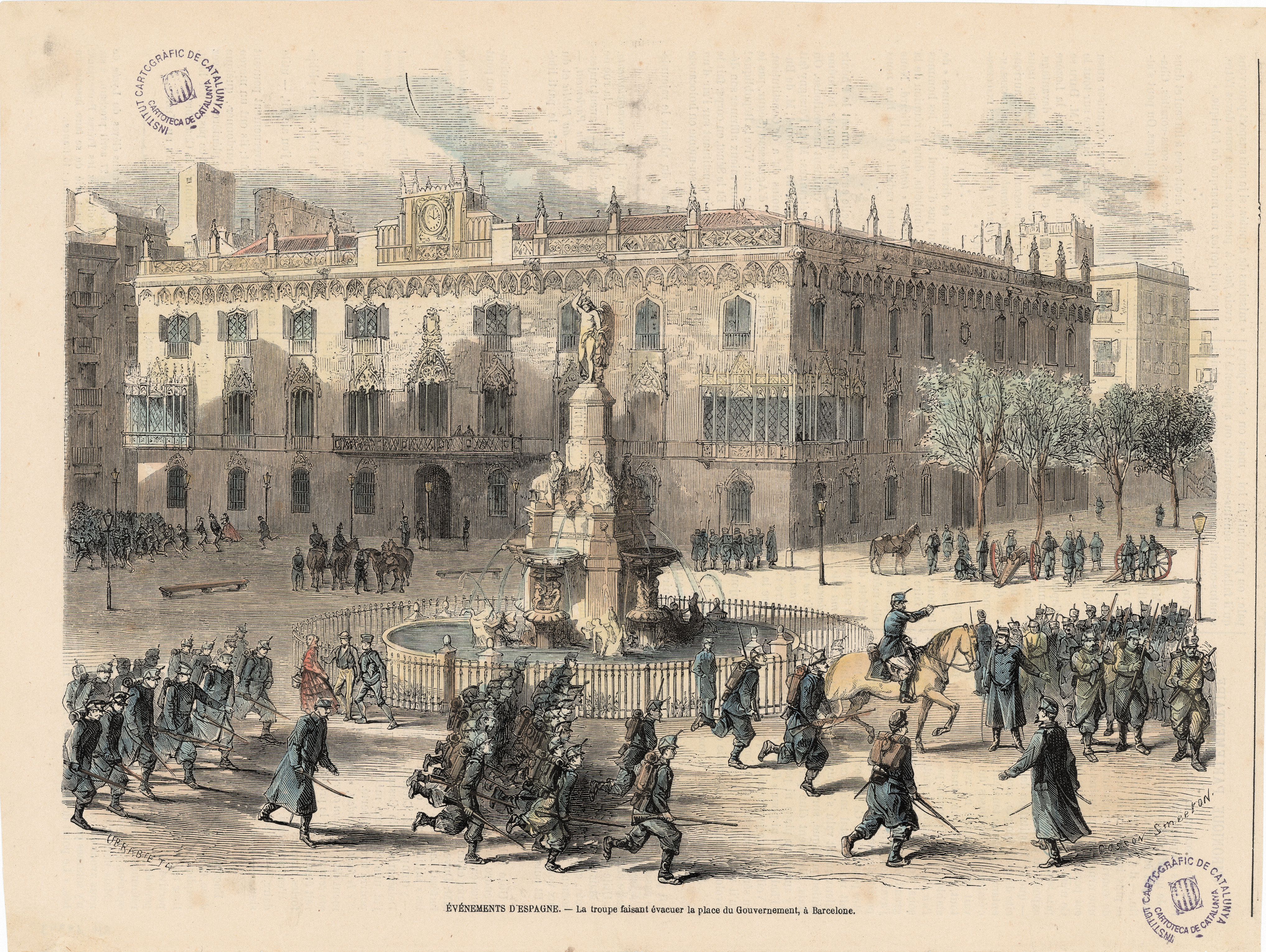
Desalojo del Pla de Palau (1870): Événements d'Espagne: la troupe faisant évacuer la place du Gouvernement, à Barcelona, de Vicente Urrabieta
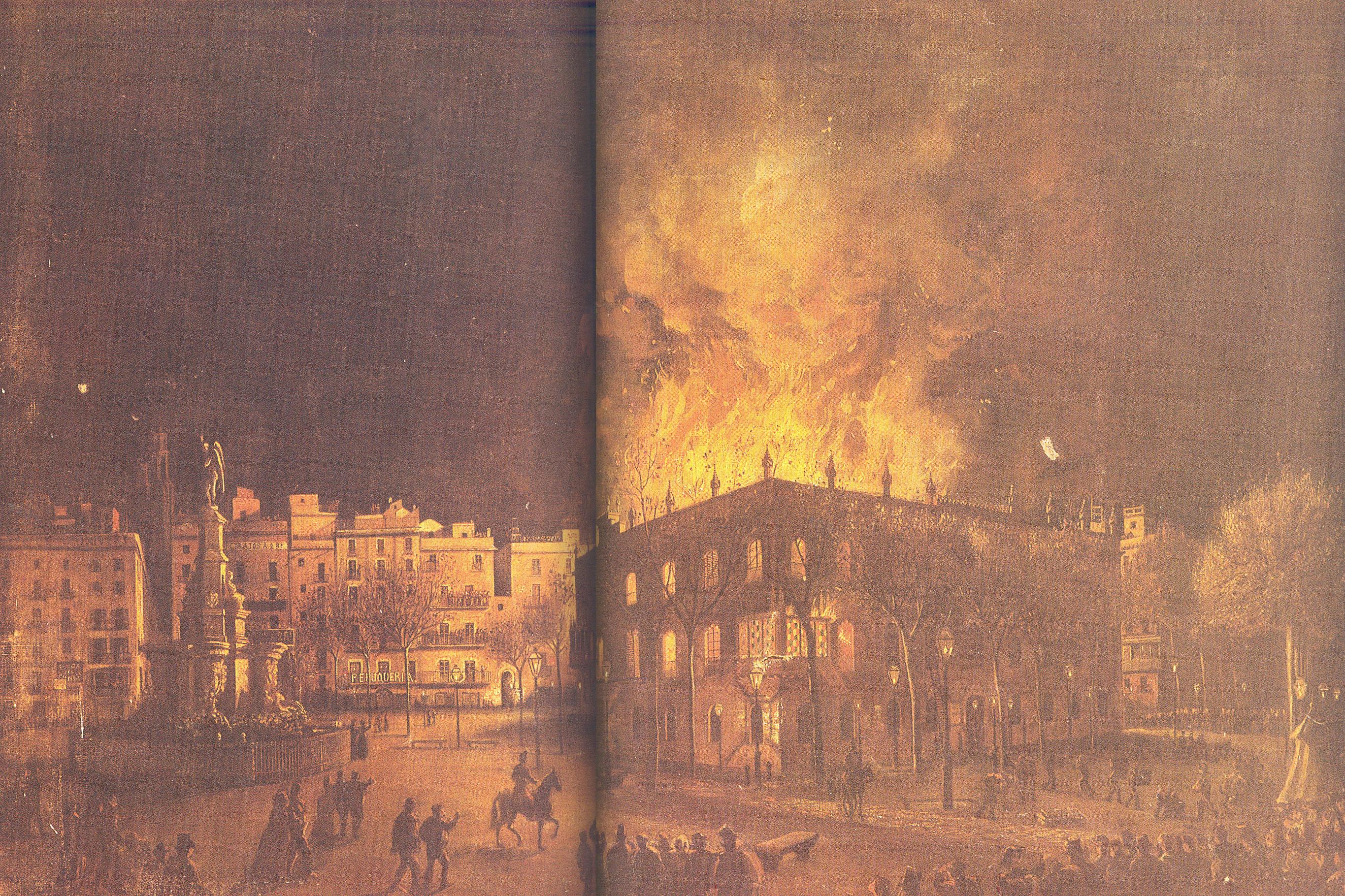
Incendio del Palacio Real (1876), óleo de M. Cuyàs